# Fedor Hanžeković
Fedor Hanžeković (Bijeljina, 9. siječnja 1913. – Zagreb, 18. kolovoza 1997.), bio je hrvatski filmski redatelj igranih i dokumentarnih filmova. Sin pisca Mate Hanžekovića.
Prije početka filmske karijere studirao je na zagrebačkom sveučilištu povijest umjetnosti i engleski jezik. 
U Engleskoj u Exeteru studirao povijest umjetnosti do 1939. Nakon povratka u Zagreb, radi kao slobodni novinar i prevoditelj s engleskoga. Preveo je djela G. B. Shawa i M. Twaina je jedan roman J. Londona. Od 1941. je radio u novinskoj agenciji Velebit do 1945. Poslije završetka drugog svjetskog rata Hanžeković je režirao nekoliko političkih dokumentarnih filmova od kojih je najpoznatiji Stepinac pred narodnim sudom u kome je dokumentirao suđenje zagrebačkom nadbiskupu Alojziju Stepincu.
Tijekom 1950-ih postao je daleko poznatiji po igranim filmovima koji su bili adaptacije književnih djela. Od njih je najpopularnije djelo Svoga tela gospodar iz 1957., koji je dobio nagradu Veliku zlatnu arenu za najbolji film.
Bio je jedan od osnivača i urednika filmskog magazina Filmska kritika.
Dobitnik Nagrade Vladimir Nazor 1974. i Nagrade AVNOJ-a 1982., obje za životno djelo.

## Filmografija
- Rijeka u obnovi (1946.)
- Nova mladost
- Stepinac pred narodnim sudom
- Posljednji odred – snimanje obustavljeno nakon Rezolucije Informbiroa
- Bakonja fra Brne (1951.)
- Stojan Mutikaša (1954.)
- Svoga tela gospodar ('1957.)

## Vanjske poveznice
- Fedor Hanžeković u internetskoj bazi filmova IMDb-u (engl.)
- Životopis Fedora Hanžekovića  na Filmski-Programi.hr